# Archidiocèse d'Alger
L'archidiocèse d'Alger (en latin : Archidioecesis Algeriensis) est une Église particulière de l'Église catholique en Algérie.
Érigé en 1838, le diocèse d'Alger (Dioecesis Algeriensis) est élevé au rang de d'archidiocèse métropolitain en 1866.
Son siège est la cathédrale du Sacré-Cœur d'Alger.

## Territoire
L'archidiocèse d'Alger a une superficie de plus de 54 900 km2.
En 2022, il a une population catholique d'environ 4 000 fidèles, soit 0,03 % de tous les habitants.
Il contient 9 paroisses.
Il y a 35 prêtres dans la région métropolitaine d'Alger et 114 fidèles par prêtre, un taux fidèles/prêtres en légère augmentation depuis 2015.

## Histoire
Le siège épiscopal d'Alger (Ikosim, Icosium) a été fondé au IIe siècle par les premiers apôtres et évangélistes chrétiens.
En Maurétanie Césarienne, comme dans tout l'Empire romain, les chrétiens sont persécutés. Constantin Ier promulgue en 313 un édit de tolérance, qui marque la fin des persécutions contre les chrétiens mais le début des hérésies comme celle du Donatisme. Constantin promulgue un décret qui ordonne aux donatistes de restituer les lieux de culte qu'ils occupent (317).
Devant leur refus, Caecilianus demande l'intervention de l'État pour exécuter le décret, il y a plusieurs morts, alors Constantin cède et promulgue un édit de tolérance qui laisse aux donatistes leurs églises tout en maintenant sa condamnation de principe (321).
Au début du Ve siècle, l'évêque Augustin d'Hippone (aujourd'hui Annaba, Algérie) fait face à l'hérésie donatiste.
Les Vandales s'emparent de la Numidie en 432, puis de Carthage en 439, formant le Royaume vandale et amenant avec eux l'hérésie arienne. Les témoignages des chroniqueurs chrétiens, tel le berbère Victor de Vita, Quodvultdeus de Carthage, Procope de Césarée ou Prosper d'Aquitaine dénoncèrent la répression religieuse des rois vandales. La persécution anticatholique se concentra dans l'Afrique proconsulaire (nord de la Tunisie actuelle), tandis que dans le reste du royaume vandale, les mesures répressives furent ponctuelles et limitées à des expulsions d'évêques. La seule exception fut en 483-484 quand le roi Hunéric tenta d'imposer l'arianisme à tout son royaume par une politique de terreur, exécutant les clercs et rebaptisant les berbères chrétiens selon le credo arien. La mort d'Hunéric en 484 fit cesser cette persécution, et rétablit une semi-tolérance hors de la zone arienne d'Afrique proconsulaire. Les historiens antiques et modernes n'ont souvent retenu de l'occupation vandale que les événements de la période 483-484 pour les généraliser. L'exemple de l'action de l'évêque Fulgence de Ruspe nuance cette vision : il put fonder six monastères entre 493 et 508, avant d'être exilé en 508 en Sardaigne, d'où il put continuer à correspondre avec ses fidèles.
Un siècle plus tard, l'empereur byzantin Justinien défait les Vandales et reprend Alger (534).
L'archidiocèse est conquis par les armées musulmanes en 710 après la conquête musulmane du Maghreb et il perd ses vestiges pendant le Moyen Âge.
L'ordre de Notre-Dame de la Merci est fondé en 1232.
Plusieurs missions sont établies en 1632.
Par le bref Pro commissa du 12 décembre 1772, le pape Clément XIV crée le vicariat apostolique d'Alger.
À la prise d'Alger en 1830, par la bulle Singulari divinae du 10 août 1838, le pape Grégoire XVI élève le vicariat apostolique au rang de diocèse. Il est suffragant de l'archidiocèse d'Aix-en-Provence.
Par la bulle Catholicae Ecclesiae du  25 juillet 1866, le pape Pie IX réduit son territoire au département d'Alger et l'élève au rang d'archidiocèse métropolitain avec, pour suffragant, les deux nouveaux diocèses d'Oran et de Constantine, qui couvrent respectivement les départements éponymes.
Au moment de l'élévation à l'archevêché, Alger perd du territoire au bénéfice de la création de deux nouveaux diocèses : celui d'Oran et celui de Constantine.
108 paroisses avaient été établies en 1905.
En 1959, parce que les catholiques algériens sont 350 000 (11 % de la population totale) et à la suite de l'émigration massive des Algériens de souche française lors de la guerre d'Algérie, (1962), le nombre de fidèles catholiques et de religieuses n'a cessé de diminuer à Alger : en 2006, pour 9 502 000 algérois repartis sur 13 paroisses, il y a 45 prêtres pour 1 500 catholiques.

## Évêques et archevêques
- Rozas Tercero Manuel (1727 - 1752)
- Aloisio Gandolfi (1815-1825)
- Eugène-Charles-Joseph de Mazenod (1832 - 1837), évêque de Marseille

### Évêque d'Alger
- Antoine-Adolphe Dupuch (13 septembre 1838 - 9 décembre 1845)

### Archevêques d'Alger
- Louis-Antoine-Augustin Pavy (16 avril 1846 - 16 novembre 1866)
- Charles Martial Lavigerie (27 mars 1867 - 25 novembre 1892)
- Prosper Auguste Dusserre (26 novembre 1892 - 30 décembre 1897)
- Frédéric-Henri Oury (28 novembre 1898 - 15 décembre 1907), puis archevêque titulaire de Ptolémaïde-en-Thébaïde (de)
- Clément Combes (22 janvier 1909 - 2 janvier 1917)
- Auguste-Fernand Leynaud (2 janvier 1917 - 5 août 1953)
- Léon-Étienne Duval (3 février 1954 - 19 avril 1988)
- Henri Teissier (19 avril 1988 - 24 mai 2008)
- Ghaleb Bader (24 mai 2008 - 23 mai 2015)
- Paul Desfarges (24 décembre 2016 - 27 décembre 2021)
- Jean-Paul Vesco (27 décembre 2021 -)

## Diocèses suffragants
Siège métropolitain, l'archidiocèse d'Alger a pour suffragants les diocèses suivants :
- Diocèse de Constantine
- Diocèse d'Oran

## Saints et bienheureux d'Alger
- Pierre Armengol
- Pierre Nolasque
- Bienheureux Raymond Lulle
- Vénérable Géronimo, martyr d'Alger au XVIe siècle.